# Năm môn phối hợp hiện đại

Năm môn phối hợp hiện đại là một môn thể thao thuộc chương trình Thế vận hội Mùa hè gồm năm sự kiện khác nhau: đấu kiếm (kiếm ba cạnh ghi điểm 1 chạm), bơi tự do (200m), cưỡi ngựa vượt rào, và cuối cùng là sự kiện phối hợp bắn súng và 3200m chạy băng đồng. Sự kiện cuối cùng (còn được gọi trong tiếng Anh là laser-run) có thể lệ như sau: Đường chạy 3200 m băng đồng sẽ được chia làm 4 chặng, mỗi chặng 800m, ở điểm giao giữa hai chặng là khu thi đấu bắn súng ngắn. Môn thi này lấy cảm hứng từ môn Năm môn phối hợp cổ điển ở Olympic cổ đại và bắt đầu trở thành môn thi cơ bản và cốt lõi ở Olympic mùa hè từ Thế vận hội Mùa hè 1912 ở Stockholm, Thụy Điển tuy trong thời gian từ 1912 đến nay có nhiều cố gắng đòi loại bỏ môn này. Giải vô địch thế giới Năm môn phối hợp hiện đại lần đầu được tổ chức năm 1949 và được tổ chức hàng năm. Cơ quan quản lí quốc tế của Năm môn phối hợp hiện đại có tên chính thức tiếng Pháp là Union Internationale de Pentathlon Moderne (viết tắt: UIPM) điều hành 90 liên đoàn thành viên ở mỗi quốc gia tương ứng.